# Rocquigny (Ardenne)
Rocquigny è un comune francese di 746 abitanti situato nel dipartimento delle Ardenne nella regione del Grand Est.

## Storia

### Simboli
Lo stemma di Rocquigny è stato adottato il 26 ottobre 2000.

## Società

### Evoluzione demografica
Abitanti censiti